# Évolution des relations diplomatiques du Saint-Siège en 2017
Représentation actuelle du Saint-Siège
- 2013
- 2014
- 2015
- 2016
- 2017
- 2018
- 2019
- 2020
- 2021

Représentations : près le Saint-Siège, pour le Saint-Siège
Cette liste présente les évolutions des relations pour et près le Saint-Siège en 2017, année qui a, notamment, vu la conclusion d'un accord visant à l'établissement de relations diplomatiques complètes entre le Saint-Siège et la Birmanie avec la création d'une ambassade près le Saint-Siège, et d'une nonciature apostolique en Birmanie (en). Cela porte à 183 le nombre de pays et d'organisations avec lesquels le Saint-Siège entretient des relations diplomatiques.

## Évolution des relations près le Saint-Siège
Le tableau suivant présente la liste des ambassadeurs accrédités près le Saint-Siège ayant pris leurs fonctions en 2017. 
| Date               | Pays              | Nom                                  | Note                                     |
| ------------------ | ----------------- | ------------------------------------ | ---------------------------------------- |
| 4 mars 2017        | Irak              | Omer Ahmed Karim Berzinji            |                                          |
| 6 avril 2017       | Brésil            | Luiz Felipe Mendonça Filho           |                                          |
| 4 mai 2017         | Birmanie          | Décision de création de l'ambassade  | Décision de création de l'ambassade      |
| 18 mai 2017        | Mauritanie        | Aichetou Mint M'Haiham,              |                                          |
| 18 mai 2017        | Népal             | Ramesh Prasad Khanal (de)            |                                          |
| 18 mai 2017        | Trinité-et-Tobago | Colin Michael Connelly               |                                          |
| 18 mai 2017        | Soudan            | Daffa-Alla Elhag Ali Osman           |                                          |
| 18 mai 2017        | Kazakhstan        | Zhanar Aitzhan                       |                                          |
| 18 mai 2017        | Niger             | Boubacar Boureima (de)               |                                          |
| 3 juin 2017        | Afrique du Sud    | George Johannes                      |                                          |
| 1er septembre 2017 | Mexique           | Jaime Manuel del Arenal Fenochio     |                                          |
| 21 septembre 2017  | Lituanie          | Petras Zapolskas (lt)                |                                          |
| 23 septembre 2017  | Italie            | Pietro Sebastiani                    |                                          |
| 29 septembre 2017  | Ghana             | Joseph Kojo Akudibilah (en)          |                                          |
| 2 octobre 2017     | Espagne           | Gerardo Bugallo (es)                 | Nomination par décret du 3 juillet 2017, |
| 19 octobre 2017    | Serbie            | Dejan Šahović (sr)                   |                                          |
| 9 novembre 2017    | Birmanie          | San Lwin                             |                                          |
| 23 novembre 2017   | Monténégro        | Miodrag Vlahović (en)                |                                          |
| 25 novembre 2017   | Portugal          | António José Emauz de Almeida Lima   |                                          |
| 4 décembre 2017    | Équateur          | José Luis Álvarez Palacio            |                                          |
| 9 décembre 2017    | Nigeria           | Godwin George Umo                    |                                          |
| 14 décembre 2017   | Yémen             | Yahia Mohammed Abdullah Al-Shaibi    |                                          |
| 14 décembre 2017   | Nouvelle-Zélande  | Andrew Jenks                         |                                          |
| 14 décembre 2017   | Swaziland         | Sibusisiwe Mngomezulu                |                                          |
| 14 décembre 2017   | Azerbaïdjan       | Rahman Sahib oglu Mustafayev         |                                          |
| 14 décembre 2017   | Tchad             | Amine Abba Sidick                    |                                          |
| 14 décembre 2017   | Liechtenstein     | Prince Étienne de Liechtenstein (de) |                                          |
| 14 décembre 2017   | Inde              | Sibi George (en)                     |                                          |
| 22 décembre 2017   | Égypte            | Mahmoud Ahmed Samir Samy             |                                          |
| 22 décembre 2017   | États-Unis        | Callista Gingrich                    |                                          |

## Évolution des relations pour le Saint-Siège
Le tableau suivant présente la liste des nonces ou délégués apostoliques nommés par le Saint-Siège en 2017 pour le représenter dans différents pays et instances internationales. 
| Date              | Pays                                 | Titre                  | Nom                          | Nationalité          |
| ----------------- | ------------------------------------ | ---------------------- | ---------------------------- | -------------------- |
| 21 janvier 2017   | Inde (en)                            | Nonce apostolique      | Giambattista Diquattro       | Italie               |
| 21 janvier 2017   | Népal (en)                           | Nonce apostolique      | Giambattista Diquattro       | Italie               |
| 21 janvier 2017   | Ouzbékistan (en)                     | Nonce apostolique      | Celestino Migliore           | Italie               |
| 9 mars 2017       | Albanie (en)                         | Nonce apostolique      | Charles John Brown           | États-Unis           |
| 18 mars 2017      | Rwanda                               | Nonce apostolique      | Andrzej Józwowicz            | Pologne              |
| 21 mars 2017      | République centrafricaine            | Nonce apostolique      | Santiago de Wit Guzmán       | Espagne              |
| 25 mars 2017      | Tchad (en)                           | Nonce apostolique      | Santiago de Wit Guzmán       | Espagne              |
| 1er avril 2017    | Slovaquie (en)                       | Nonce apostolique      | Giacomo Guido Ottonello      | Italie               |
| 6 avril 2017      | Suède (en)                           | Nonce apostolique      | James Patrick Green          | États-Unis           |
| 6 avril 2017      | Islande (en)                         | Nonce apostolique      | James Patrick Green          | États-Unis           |
| 8 avril 2017      | Grande-Bretagne                      | Nonce apostolique      | Edward Joseph Adams          | États-Unis           |
| 25 avril 2017     | Tanzanie (en)                        | Nonce apostolique      | Marek Solczyński             | Pologne              |
| 26 avril 2017     | Nigeria (en)                         | Nonce apostolique      | Antonio Guido Filipazzi      | Italie               |
| 27 avril 2017     | Malte                                | Nonce apostolique      | Alessandro D'Errico          | Italie               |
| 4 mai 2017        | Birmanie (en)                        | Nonciature apostolique | Décision de création         | Décision de création |
| 6 mai 2017        | Qatar (en)                           | Nonce apostolique      | Francisco Montecillo Padilla | Italie               |
| 13 mai 2017       | Mauritanie (en)                      | Nonce apostolique      | Michael Banach               | États-Unis           |
| 13 mai 2017       | Irlande (en)                         | Nonce apostolique      | Thaddeus Okolo               | Nigeria              |
| 10 juin 2017      | Libye                                | Nonce apostolique      | Alessandro D'Errico          | Italie               |
| 13 juin 2017      | Danemark (en)                        | Nonce apostolique      | James Patrick Green          | États-Unis           |
| 16 juin 2017      | Pérou (en)                           | Nonce apostolique      | Nicolas Girasoli             | Italie               |
| 22 juin 2017      | Équateur (en)                        | Nonce apostolique      | Andrés Carrascosa Coso       | Espagne              |
| 1er juillet 2017  | Croatie (en)                         | Nonce apostolique      | Giuseppe Pinto               | Italie               |
| 12 août 2017      | Birmanie (en)                        | Nonce apostolique      | Paul Tschang In-Nam          | Corée du Sud         |
| 12 août 2017      | Panama (en)                          | Nonce apostolique      | Mirosław Adamczyk            | Pologne              |
| 24 août 2017      | République dominicaine (en)          | Nonce apostolique      | Ghaleb Bader                 | Jordanie             |
| 24 août 2017      | Porto Rico (en)                      | Délégué apostolique    | Ghaleb Bader                 | Jordanie             |
| 8 septembre 2017  | Indonésie (en)                       | Nonce apostolique      | Piero Pioppo                 | Italie               |
| 12 septembre 2017 | Italie (en)                          | Nonce apostolique      | Emil Paul Tscherrig          | Suisse               |
| 12 septembre 2017 | Saint-Marin (en)                     | Nonce apostolique      | Emil Paul Tscherrig          | Suisse               |
| 12 septembre 2017 | Philippines (en)                     | Nonce apostolique      | Gabriele Caccia              | Italie               |
| 12 septembre 2017 | Bolivie (en)                         | Nonce apostolique      | Angelo Accattino             | Italie               |
| 13 septembre 2017 | Israël (en)                          | Nonce apostolique      | Leopoldo Girelli             | Italie               |
| 13 septembre 2017 | Jérusalem et Palestine (en)          | Délégué apostolique    | Leopoldo Girelli             | Italie               |
| 15 septembre 2017 | Chypre (en)                          | Nonce apostolique      | Leopoldo Girelli             | Italie               |
| 28 septembre 2017 | Grèce (en)                           | Nonce apostolique      | Savio Hon Tai-Fai            | Chine                |
| 12 octobre 2017   | Finlande (en)                        | Nonce apostolique      | James Patrick Green          | États-Unis           |
| 18 octobre 2017   | Norvège (en)                         | Nonce apostolique      | James Patrick Green          | États-Unis           |
| 4 novembre 2017   | Trinité-et-Tobago (en)               | Nonce apostolique      | Fortunatus Nwachukwu         | Nigeria              |
| 4 novembre 2017   | Antigua-et-Barbuda (en)              | Nonce apostolique      | Fortunatus Nwachukwu         | Nigeria              |
| 4 novembre 2017   | Barbade (en)                         | Nonce apostolique      | Fortunatus Nwachukwu         | Nigeria              |
| 4 novembre 2017   | Dominique (en)                       | Nonce apostolique      | Fortunatus Nwachukwu         | Nigeria              |
| 4 novembre 2017   | Jamaïque (en)                        | Nonce apostolique      | Fortunatus Nwachukwu         | Nigeria              |
| 4 novembre 2017   | Saint-Christophe-et-Niévès (en)      | Nonce apostolique      | Fortunatus Nwachukwu         | Nigeria              |
| 4 novembre 2017   | Saint-Vincent-et-les-Grenadines (en) | Nonce apostolique      | Fortunatus Nwachukwu         | Nigeria              |
| 4 novembre 2017   | Guyana (en)                          | Nonce apostolique      | Fortunatus Nwachukwu         | Nigeria              |
| 4 novembre 2017   | Antilles                             | Délégué apostolique    | Fortunatus Nwachukwu         | Nigeria              |

### Composition du corps diplomatique du Saint-Siège au 31 décembre 2017
| Pays                                  | Représentation          | Représentant                 | Nomination        |
| ------------------------------------- | ----------------------- | ---------------------------- | ----------------- |
| Afrique du Sud                        | Nonce apostolique       | Peter Bryan Wells            | 9 février 2016    |
| Albanie (en)                          | Nonce apostolique       | Charles John Brown           | 9 mars 2017       |
| Algérie                               | Nonce apostolique       | Luciano Russo                | 14 juin 2016      |
| Allemagne                             | Nonce apostolique       | Nikola Eterović              | 21 septembre 2013 |
| Andorre (en)                          | Nonce apostolique       | Renzo Fratini                | 22 août 2009      |
| Angola (en)                           | Nonce apostolique       | Petar Rajič                  | 15 juin 2015      |
| Antigua-et-Barbuda (en)               | Nonce apostolique       | Fortunatus Nwachukwu         | 4 novembre 2017   |
| Antilles                              | Délégué apostolique     | Fortunatus Nwachukwu         | 4 novembre 2017   |
| Argentine (en)                        | Nonce apostolique       | vacant                       | 12 septembre 2017 |
| Arménie (en)                          | Nonce apostolique       | vacant                       | 25 avril 2017     |
| ASEAN                                 | Nonce apostolique       | vacant                       | 13 septembre 2017 |
| Australie (en)                        | Nonce apostolique       | Adolfo Tito Yllana           | 17 février 2015   |
| Autriche (en)                         | Nonce apostolique       | Peter Stephan Zurbriggen     | 14 janvier 2009   |
| Azerbaïdjan (en)                      | Nonce apostolique       | vacant                       | 25 avril 2017     |
| Bahamas (en)                          | Nonce apostolique       | vacant                       | 16 juin 2017      |
| Bahreïn (en)                          | Nonce apostolique       | Francisco Montecillo Padilla | 25 avril 2016     |
| Bangladesh (en)                       | Nonce apostolique       | George Kocherry              | 6 juillet 2013    |
| Barbade (en)                          | Nonce apostolique       | Fortunatus Nwachukwu         | 4 novembre 2017   |
| Belgique (en)                         | Nonce apostolique       | Augustine Kasujja            | 12 octobre 2016   |
| Belize (en)                           | Nonce apostolique       | Léon Kalenga Badikebele      | 13 avril 2013     |
| Bénin                                 | Nonce apostolique       | Brian Udaigwe                | 8 avril 2013      |
| Biélorussie (en)                      | Nonce apostolique       | Gábor Pintér                 | 13 mai 2016       |
| Birmanie (en)                         | Nonce apostolique       | Paul Tschang In-Nam          | 12 août 2017      |
| Bolivie (en)                          | Nonce apostolique       | Angelo Accattino             | 12 septembre 2017 |
| Bosnie-Herzégovine (en)               | Nonce apostolique       | Luigi Pezzuto                | 17 novembre 2012  |
| Botswana                              | Nonce apostolique       | Peter Bryan Wells            | 9 février 2016    |
| Brésil (en)                           | Nonce apostolique       | Giovanni d'Aniello           | 10 février 2012   |
| Brunei (en)                           | Délégué apostolique     | Joseph Salvador Marino       | 16 janvier 2013   |
| Bulgarie (en)                         | Nonce apostolique       | Anselmo Guido Pecorari       | 25 avril 2014     |
| Burkina Faso (en)                     | Nonce apostolique       | Piergiorgio Bertoldi         | 24 avril 2015     |
| Burundi                               | Nonce apostolique       | Wojciech Załuski             | 15 juillet 2014   |
| Cambodge (en)                         | Nonce apostolique       | Paul Tschang In-Nam          | 4 août 2012       |
| Cameroun                              | Nonce apostolique       | vacant                       | 8 septembre 2017  |
| Canada                                | Nonce apostolique       | Luigi Bonazzi                | 18 décembre 2013  |
| Cap-Vert                              | Nonce apostolique       | Michael Banach               | 9 juillet 2016    |
| République centrafricaine             | Nonce apostolique       | Santiago de Wit Guzmán       | 21 mars 2017      |
| Chili (en)                            | Nonce apostolique       | Ivo Scapolo                  | 15 juillet 2011   |
| Chine (en)                            | fonction supprimée      | vacant                       | 25 mars 1979      |
| Colombie (en)                         | Nonce apostolique       | Ettore Balestrero            | 22 février 2013   |
| Comores (en)                          | Délégué apostolique     | Paolo Rocco Gualtieri        | 13 novembre 2015  |
| Congo                                 | Nonce apostolique       | Francisco Escalante Molina   | 19 mars 2016      |
| République démocratique du Congo (en) | Nonce apostolique       | Luis Mariano Montemayor      | 22 juin 2015      |
| Îles Cook (en)                        | Nonce apostolique       | Martin Krebs                 | 8 mai 2013        |
| Corée du Sud (en)                     | Nonce apostolique       | vacant                       | 15 septembre 2017 |
| Costa Rica (en)                       | Nonce apostolique       | Antonio Arcari               | 22 mars 2014      |
| Côte d'Ivoire                         | Nonce apostolique       | Joseph Spiteri               | 1er octobre 2013  |
| Croatie (en)                          | Nonce apostolique       | Giuseppe Pinto               | 1er juillet 2017  |
| Cuba (en)                             | Nonce apostolique       | Giorgio Lingua               | 17 mars 2015      |
| Chypre (en)                           | Nonce apostolique       | Leopoldo Girelli             | 15 septembre 2017 |
| Danemark (en)                         | Nonce apostolique       | James Patrick Green          | 13 juin 2017      |
| Djibouti                              | Nonce apostolique       | Luigi Bianco                 | 10 septembre 2014 |
| République dominicaine (en)           | Nonce apostolique       | Ghaleb Bader                 | 24 août 2017      |
| Dominique (en)                        | Nonce apostolique       | Fortunatus Nwachukwu         | 4 novembre 2017   |
| Équateur (en)                         | Nonce apostolique       | Andrés Carrascosa Coso       | 22 juin 2017      |
| Égypte                                | Nonce apostolique       | Bruno Musarò                 | 5 février 2015    |
| Émirats arabes unis (en)              | Nonce apostolique       | Francisco Montecillo Padilla | 25 avril 2016     |
| Érythrée (en)                         | Nonce apostolique       | Hubertus van Megen           | 7 juin 2013       |
| Espagne                               | Nonce apostolique       | Renzo Fratini                | 20 août 2009      |
| Estonie (en)                          | Nonce apostolique       | Pedro López Quintana         | 18 décembre 2013  |
| Éthiopie (en)                         | Nonce apostolique       | Luigi Bianco                 | 12 juillet 2014   |
| États-Unis                            | Nonce apostolique       | Christophe Pierre            | 12 avril 2016     |
| Fidji (en)                            | Nonce apostolique       | Martin Krebs                 | 23 septembre 2013 |
| Finlande (en)                         | Nonce apostolique       | James Patrick Green          | 12 octobre 2017   |
| France                                | Nonce apostolique       | Luigi Ventura                | 22 septembre 2009 |
| Gabon (en)                            | Nonce apostolique       | Francisco Escalante Molina   | 21 mai 2016       |
| Gambie                                | Nonce apostolique       | vacant                       | 12 août 2017      |
| Géorgie (en)                          | Nonce apostolique       | vacant                       | 25 avril 2017     |
| Ghana (en)                            | Nonce apostolique       | Jean-Marie Speich            | 17 août 2013      |
| Grande-Bretagne                       | Nonce apostolique       | Edward Joseph Adams          | 8 avril 2017      |
| Grèce (en)                            | Nonce apostolique       | Savio Hon Tai-Fai            | 28 septembre 2017 |
| Grenade (en)                          | Nonce apostolique       | vacant                       | 16 juin 2017      |
| Guatemala (en)                        | Nonce apostolique       | Nicolas Thevenin             | 5 janvier 2013    |
| Guinée (en)                           | Nonce apostolique       | Santo Rocco Gangemi          | 6 novembre 2013   |
| Guinée-Bissau (en)                    | Nonce apostolique       | Michael Banach               | 22 août 2016      |
| Guinée équatoriale (en)               | Nonce apostolique       | vacant                       | 8 septembre 2017  |
| Guyana (en)                           | Nonce apostolique       | Fortunatus Nwachukwu         | 4 novembre 2017   |
| Haïti                                 | Nonce apostolique       | Eugene Nugent                | 10 janvier 2015   |
| Honduras (en)                         | Nonce apostolique       | Novatus Rugambwa             | 5 mars 2015       |
| Hongrie                               | Nonce apostolique       | Alberto Bottari de Castello  | 6 juin 2011       |
| Inde (en)                             | Nonce apostolique       | Giambattista Diquattro       | 21 janvier 2017   |
| Indonésie (en)                        | Nonce apostolique       | Piero Pioppo                 | 8 septembre 2017  |
| Iran (en)                             | Nonce apostolique       | Leo Boccardi                 | 11 juillet 2013   |
| Irak (en)                             | Nonce apostolique       | Alberto Ortega Martín        | 1er août 2015     |
| Irlande (en)                          | Nonce apostolique       | Thaddeus Okolo               | 13 mai 2017       |
| Islande (en)                          | Nonce apostolique       | James Patrick Green          | 6 avril 2017      |
| Israël (en)                           | Nonce apostolique       | Leopoldo Girelli             | 13 septembre 2017 |
| Italie (en)                           | Nonce apostolique       | Emil Paul Tscherrig          | 12 septembre 2017 |
| Jamaïque (en)                         | Nonce apostolique       | Fortunatus Nwachukwu         | 4 novembre 2017   |
| Japon (en)                            | Nonce apostolique       | Joseph Chennoth              | 15 août 2011      |
| Jérusalem et Palestine (en)           | Délégué apostolique     | Leopoldo Girelli             | 13 septembre 2017 |
| Jordanie (en)                         | Nonce apostolique       | Alberto Ortega Martín        | 1er août 2015     |
| Kazakhstan (en)                       | Nonce apostolique       | Francis Assisi Chullikatt    | 30 avril 2016     |
| Kenya (en)                            | Nonce apostolique       | Charles Daniel Balvo         | 17 janvier 2013   |
| Kiribati (en)                         | Nonce apostolique       | Martin Krebs                 | 8 mai 2013        |
| Koweït (en)                           | Nonce apostolique       | Francisco Montecillo Padilla | 5 avril 2016      |
| Kirghizistan (en)                     | Nonce apostolique       | Francis Assisi Chullikatt    | 24 juin 2016      |
| Laos (en)                             | Délégué apostolique     | Paul Tschang In-Nam          | 4 août 2012       |
| Lesotho (en)                          | Nonce apostolique       | Peter Bryan Wells            | 13 février 2016   |
| Lettonie (en)                         | Nonce apostolique       | Pedro López Quintana         | 22 mars 2014      |
| Liban (en)                            | Nonce apostolique       | vacant                       | 12 septembre 2017 |
| Liberia (en)                          | Nonce apostolique       | vacant                       | 12 août 2017      |
| Libye                                 | Nonce apostolique       | Alessandro D'Errico          | 10 juin 2017      |
| Liechtenstein (en)                    | Nonce apostolique       | Thomas Edward Gullickson     | 5 septembre 2015  |
| Ligue arabe                           | Délégué apostolique     | Bruno Musarò                 | 5 février 2015    |
| Lituanie (en)                         | Nonce apostolique       | Pedro López Quintana         | 22 mars 2014      |
| Luxembourg (en)                       | Nonce apostolique       | Augustine Kasujja            | 7 décembre 2016   |
| Macédoine (en)                        | Nonce apostolique       | Anselmo Guido Pecorari       | 11 juillet 2014   |
| Madagascar (en)                       | Nonce apostolique       | Paolo Rocco Gualtieri        | 13 avril 2015     |
| Malawi (en)                           | Nonce apostolique       | Julio Murat                  | 6 juin 2012       |
| Malaisie (en)                         | Nonce apostolique       | Joseph Salvador Marino       | 16 janvier 2013   |
| Mali (en)                             | Nonce apostolique       | Santo Rocco Gangemi          | 5 février 2014    |
| Malte                                 | Nonce apostolique       | Alessandro D'Errico          | 27 avril 2017     |
| Maroc (en)                            | Nonce apostolique       | Vito Rallo                   | 12 décembre 2015  |
| Îles Marshall (en)                    | Nonce apostolique       | Martin Krebs                 | 3 mai 2014        |
| Mauritanie (en)                       | Nonce apostolique       | Michael Banach               | 13 mai 2017       |
| Maurice (en)                          | Nonce apostolique       | Paolo Rocco Gualtieri        | 24 octobre 2015   |
| Mexique (en)                          | Nonce apostolique       | Franco Coppola               | 9 juillet 2016    |
| Micronésie (en)                       | Nonce apostolique       | Martin Krebs                 | 8 mai 2013        |
| Moldavie (en)                         | Nonce apostolique       | Miguel Maury Buendía         | 25 janvier 2016   |
| Monaco (en)                           | Nonce apostolique       | Luigi Pezzuto                | 16 janvier 2016   |
| Mongolie (en)                         | Nonce apostolique       | vacant                       | 15 septembre 2017 |
| Monténégro (en)                       | Nonce apostolique       | Luigi Pezzuto                | 17 novembre 2012  |
| Mozambique (en)                       | Nonce apostolique       | Edgar Peña Parra             | 21 février 2015   |
| Namibie (en)                          | Nonce apostolique       | Peter Bryan Wells            | 13 février 2016   |
| Nations unies - New York              | Observateur permanent   | Bernardito Auza              | 1er juillet 2014  |
| Nations unies - Genève                | Observateur permanent   | Ivan Jurkovič                | 13 février 2016   |
| Nauru (en)                            | Nonce apostolique       | Martin Krebs                 | 3 mai 2014        |
| Népal (en)                            | Nonce apostolique       | Giambattista Diquattro       | 21 janvier 2017   |
| Nicaragua (en)                        | Nonce apostolique       | vacant                       | 4 novembre 2017   |
| Niger (en)                            | Nonce apostolique       | Piergiorgio Bertoldi         | 24 avril 2015     |
| Nigeria (en)                          | Nonce apostolique       | Antonio Guido Filipazzi      | 26 avril 2017     |
| Norvège (en)                          | Nonce apostolique       | James Patrick Green          | 18 octobre 2017   |
| Nouvelle-Zélande (en)                 | Nonce apostolique       | Martin Krebs                 | 8 mai 2013        |
| Ouganda (en)                          | Nonce apostolique       | Michael August Blume         | 2 février 2013    |
| Ouzbékistan (en)                      | Nonce apostolique       | Celestino Migliore           | 21 janvier 2017   |
| Pakistan (en)                         | Nonce apostolique       | vacant                       | 24 août 2017      |
| Palaos (en)                           | Nonce apostolique       | Martin Krebs                 | 8 mai 2013        |
| Panama (en)                           | Nonce apostolique       | Mirosław Adamczyk            | 12 août 2017      |
| Papouasie-Nouvelle-Guinée (en)        | Nonce apostolique       | Kurian Mathew Vayalunkal     | 3 mai 2016        |
| Paraguay (en)                         | Nonce apostolique       | Eliseo Antonio Ariotti       | 5 novembre 2009   |
| Pays-Bas (en)                         | Nonce apostolique       | Aldo Cavalli                 | 21 mars 2015      |
| Péninsule arabique                    | Délégué apostolique     | Francisco Montecillo Padilla | 5 avril 2016      |
| Pérou (en)                            | Nonce apostolique       | Nicolas Girasoli             | 16 juin 2017      |
| Philippines (en)                      | Nonce apostolique       | Gabriele Caccia              | 12 septembre 2017 |
| Pologne                               | Nonce apostolique       | Salvatore Pennacchio         | 6 août 2016       |
| Porto Rico (en)                       | Délégué apostolique     | Ghaleb Bader                 | 24 août 2017      |
| Portugal (en)                         | Nonce apostolique       | Rino Passigato               | 8 novembre 2008   |
| Qatar (en)                            | Nonce apostolique       | Francisco Montecillo Padilla | 6 mai 2017        |
| Roumanie                              | Nonce apostolique       | Miguel Maury Buendía         | 5 décembre 2015   |
| Russie                                | Nonce apostolique       | Celestino Migliore           | 28 mai 2016       |
| Rwanda                                | Nonce apostolique       | Andrzej Józwowicz            | 18 mars 2017      |
| Saint-Christophe-et-Niévès (en)       | Nonce apostolique       | Fortunatus Nwachukwu         | 4 novembre 2017   |
| Sainte-Lucie (en)                     | Nonce apostolique       | vacant                       | 16 juin 2017      |
| Saint-Vincent-et-les-Grenadines (en)  | Nonce apostolique       | Fortunatus Nwachukwu         | 4 novembre 2017   |
| Salvador                              | Nonce apostolique       | Léon Kalenga Badikebele      | 22 février 2013   |
| Samoa (en)                            | Nonce apostolique       | Martin Krebs                 | 23 septembre 2013 |
| Saint-Marin (en)                      | Nonce apostolique       | Emil Paul Tscherrig          | 12 septembre 2017 |
| Sao Tomé-et-Principe (en)             | Nonce apostolique       | Petar Rajič                  | 15 juin 2015      |
| Sénégal                               | Nonce apostolique       | Michael Banach               | 19 mars 2016      |
| Serbie                                | Nonce apostolique       | Luciano Suriani              | 7 décembre 2015   |
| Seychelles (en)                       | Nonce apostolique       | Paolo Rocco Gualtieri        | 26 septembre 2015 |
| Sierra Leone (en)                     | Nonce apostolique       | vacant                       | 12 août 2017      |
| Singapour (en)                        | Nonce apostolique       | vacant                       | 13 septembre 2017 |
| Slovaquie (en)                        | Nonce apostolique       | Giacomo Guido Ottonello      | 1er avril 2017    |
| Slovénie                              | Nonce apostolique       | Juliusz Janusz               | 10 février 2011   |
| Îles Salomon (en)                     | Nonce apostolique       | Kurian Mathew Vayalunkal     | 21 septembre 2016 |
| Somalie (en)                          | Délégué apostolique     | Luigi Bianco                 | 10 septembre 2014 |
| Soudan du Sud (en)                    | Nonce apostolique       | Charles Daniel Balvo         | 21 décembre 2013  |
| Soudan (en)                           | Nonce apostolique       | Hubertus van Megen           | 11 juillet 2013   |
| Sri Lanka (en)                        | Nonce apostolique       | Pierre Nguyên Van Tot        | 22 mars 2014      |
| Suriname (en)                         | Nonce apostolique       | vacant                       | 16 juin 2017      |
| Suède (en)                            | Nonce apostolique       | James Patrick Green          | 6 avril 2017      |
| Suisse                                | Nonce apostolique       | Thomas Edward Gullickson     | 5 septembre 2015  |
| Swaziland (en)                        | Nonce apostolique       | Peter Bryan Wells            | 13 juin 2016      |
| Syrie (en)                            | Nonce apostolique       | Mario Zenari                 | 30 décembre 2008  |
| Tadjikistan (en)                      | Nonce apostolique       | Francis Assisi Chullikatt    | 30 avril 2016     |
| Tanzanie (en)                         | Nonce apostolique       | Marek Solczyński             | 25 avril 2017     |
| Tchad (en)                            | Nonce apostolique       | Santiago De Wit Guzmán       | 25 mars 2017      |
| République tchèque                    | Nonce apostolique       | Giuseppe Leanza              | 15 septembre 2011 |
| Thaïlande (en)                        | Nonce apostolique       | Paul Tschang In-Nam          | 4 août 2012       |
| Timor oriental (en)                   | Nonce apostolique       | Joseph Salvador Marino       | 16 janvier 2013   |
| Togo                                  | Nonce apostolique       | Brian Udaigwe                | 16 juillet 2013   |
| Tonga (en)                            | Nonce apostolique       | Martin Krebs                 | 18 janvier 2014   |
| Trinité-et-Tobago (en)                | Nonce apostolique       | Fortunatus Nwachukwu         | 4 novembre 2017   |
| Tunisie                               | Nonce apostolique       | Luciano Russo                | 14 juin 2016      |
| Turquie (en)                          | Nonce apostolique       | Paul Fitzpatrick Russell     | 19 mars 2016      |
| Turkménistan (en)                     | Nonce apostolique       | Paul Fitzpatrick Russell     | 19 mars 2016      |
| Ukraine (en)                          | Nonce apostolique       | Claudio Gugerotti            | 13 novembre 2015  |
| Union européenne                      | Nonce apostolique       | Alain Lebeaupin              | 23 juin 2012      |
| Uruguay (en)                          | Nonce apostolique       | George Panikulam             | 14 juin 2014      |
| Vanuatu (en)                          | Nonce apostolique       | Martin Krebs                 | 23 septembre 2013 |
| Venezuela (en)                        | Nonce apostolique       | Aldo Giordano                | 26 octobre 2013   |
| Viêt Nam (en)                         | Représentant pontifical | vacant                       | 13 septembre 2017 |
| Yémen (en)                            | Nonce apostolique       | Francisco Montecillo Padilla | 30 juillet 2016   |
| Zambie                                | Nonce apostolique       | Julio Murat                  | 27 janvier 2012   |
| Zimbabwe (en)                         | Nonce apostolique       | Marek Zalewski               | 25 mars 2014      |

### Sources
- Bulletins de la salle de presse du Saint-Siège en 2017
- Postes diplomatiques de la Curie sur catholic-hierarchy.org